# União Cívica de Escolas de Samba
A União Cívica das Escolas de Samba (UCES) foi uma entidade representativa das escolas de samba cariocas, que organizou um dos desfiles oficiais do Carnaval de 1950. Teve entre suas filiadas em 1950 a Mangueira e a Portela, que se recusavam a participar do desfile da FBES, presidida por um simpatizante do Império Serrano, mas também não podiam se filiar à UGESB, pois esta estava sendo boicotada pela Prefeitura, que se recusava a mandar verbas para suas filiadas.

## História
A UCES foi criada com o claro ojetivo de enfraquecer a UGESB, que tinha entre suas filiadas em 1949 a Mangueira e a Portela, escolas que se recusavam a participar da FBES. Em 1950 a Mangueira se torna campeã do Carnaval da UCES, porém para 1951, ela e a Portela novamente se filiam à UGESB, deixando a UCES esvaziada. Por causa disso, não consegue realizar seu carnaval em 1951 e em pouco tempo é extinta.